# David Hedison
Albert David Hedison (Providence, Rhode Island, 1927. május 20. – Los Angeles, Kalifornia, 2019. július 18.) amerikai színész.

## Fontosabb filmjei
- Alattunk az ellenség (The Enemy Below) (1957)
- A légy (The Fly) (1958)
- The Son of Robin Hood (1958)
- Five Fingers (1959–1960, tv-sorozat, 16 epizódban)
- The Lost World (1960)
- Marines, Let's Go! (1961)
- Voyage to the Bottom of the Sea (1964–1968, tv-sorozat, 110 epizódban)
- A világ legszebb története – A Biblia (The Greatest Story Ever Told) (1965)
- Kemek (1970)
- A Kiss Is Just a Kiss (1971, tv-film)
- Crime Club (1973, tv-film)
- Élni és halni hagyni (Live and Let Die) (1973)
- The Cat Creature (1973, tv-film)
- The Compliment (1974, tv-film)
- For the Use of the Hall (1975, tv-film)
- The Art of Crime (1975, tv-film)
- Murder in Peyton Place (1977, tv-film)
- Colorado C.I. (1978, tv-film)
- The Power Within (1979, tv-film)
- 25 millió fontos váltságdíj (North Sea Hijack) (1980)
- A nagy hazárdőr 2. (The Gambler) (1983, tv-film)
- Fantomkép (The Naked Face) (1984)
- Smart Alec (1986)
- A magányos ügynök (Licence to Kill) (1989)
- Undeclared War (1990)
- Mach 2 (2000)
- Megiddó (Megiddo: The Omega Code 2) (2001)
- Spectres (2004)
- Nyughatatlan fiatalok (he Young and the Restless) (2004, tv-sorozat, 50 epizódban)
- The Reality Trap (2005)
- Confessions of a Teenage Jesus Jerk (2017)

## További információ
- Hivatalos oldal
- David Hedison a PORT.hu-n (magyarul)
- David Hedison az Internetes Szinkronadatbázisban (magyarul)
- David Hedison az Internet Movie Database-ben (angolul)
- David Hedison a Rotten Tomatoeson (angolul)